# Tachtyp
Le Tachtyp (en russe : Таштып) est une rivière de Russie qui coule en république de Khakassie, dans le sud de la Sibérie. C'est un affluent de l'Abakan en rive gauche, donc un sous-affluent de l'Ienisseï.

## Géographie
Le Tachtyp prend sa source dans le sud de la république de Khakassie, dans la partie nord des monts Saïan occidentaux. La rivière coule globalement de l'ouest vers l'est. Elle se jette dans l'Abakan en rive gauche à Oust-Tachtyp, à plus ou moins 30 kilomètres en aval de la ville d'Abaza.
La rivière est généralement prise dans les glaces depuis le début du mois de novembre, jusqu'à la fin du mois d'avril.

## Localités baignées par le Tachtyp
La seule localité importante située le long du Tachtyp est la ville homonyme de Tachtyp, chef-lieu du raïon Tachtypski de Khakassie.

## Hydrométrie - Les débits mensuels à Tachtyp
Le débit du Tachtyp a été observé pendant 36 ans (sur la période 1955-1993) à Tachtyp, station située à 34 kilomètres de son confluent avec l'Abakan . 
Le débit inter annuel moyen ou module observé à la station de Tachtyp durant cette période était de 25,73 m3/s pour une surface de drainage observée de 1 940 km2, soit plus ou moins 88 % du bassin versant total de la rivière qui en compte 2 200 km2.
La lame d'eau écoulée dans cette partie du bassin atteint ainsi le chiffre de 419 millimètres par an, ce qui peut être considéré comme relativement élevé. 
Rivière alimentée en grande partie par la fonte des neiges, mais aussi par les pluies en été et en automne, le Tachtyp est un cours d'eau de régime nivo-pluvial. 
Les hautes eaux se déroulent au printemps, d'avril à juin, avec un sommet très net en mai, ce qui correspond au dégel et à la fonte des neiges. Au mois de juin, le débit baisse fortement, puis se stabilise tout au long du reste de l'été et de l'automne.
Au mois de novembre, le débit de la rivière chute à nouveau, ce qui mène à la période des basses eaux. Celle-ci a lieu de décembre à mars inclus et correspond aux gels de l'hiver qui s'abattent sur l'ensemble du pays. 
Le débit moyen mensuel observé en février (minimum d'étiage) est de 3,74 m3/s, soit un peu plus de 3 % du débit moyen du mois de mai (113 m3/s), ce qui souligne l'amplitude très élevée des variations saisonnières. Ces écarts de débit mensuel peuvent encore être plus marqués d'après les années. Ainsi sur la durée d'observation de 36 ans, le débit mensuel minimal relevé a été de 2,20 m3/s en mars 1979, tandis que le débit mensuel maximal s'élevait à 165 m3/s en mai 1958.
En ce qui concerne la période estivale, libre de glaces (de mai à octobre inclus), le débit minimal observé a été de 5,83 m3/s en août 1974.